# Kantsmalbi
Kantsmalbi (Lasioglossum sexmaculatum) är en biart som först beskrevs av Schenck 1853. Den ingår i släktet smalbin och familjen vägbin. Inga underarter finns listade.

## Beskrivning
Ett förhållandevis litet, svart bi med gles ljusbrun päls på mellankroppen och täta hårfransar, som ibland kan övergå till regelrätta band, på bakkanterna av de bakre tergiterna (ovansidans bakkroppssegment). Mellankroppen har en tydlig bakkant, något som givit arten dess svenska trivialnamn. Hanen har en ljusgul spets på clypeus (munskölden), och bruna käkar. Vingbaserna är mörkgula hos båda könen. Kroppslängden uppgår till omkring 9 mm hos honan, mellan 7 och 8 mm hos hanen. Den nära släktingen åssmalbi (Lasioglossum sexnotatulum) är en förväxlingsart, men kan med viss svårighet skiljas på att dess vingbaser är ljusgula i stället för mörkgula.

## Ekologi
Arten föredrar öppna habitat som bergsängar, hedar, sanddyner, flodstränder och tundra, men även öppna områden i skogar som gläntor, skjutfält, flygfält och vägrenar. Arten är polylektisk, den lever på blommande växter från flera familjer, som videväxter och ljungväxter. Den får två generationer per år, en som flyger i april och maj, samt en som flyger i juli till september. Bona grävs ut i sandjord.

## Utbredning
Arten finns fragmenterat i Centraleuropa, Sverige och Litauen samt österut i Sibirien. Fynd har även gjorts i de Schweiziska alperna och Tjeckien, men arten är troligtvis utdöd där.. 
I Sverige finns arten från Skåne till Uppland med tonvikt på Småland och Blekinge. Utbredningen på Gotland är osäker.
I Finland saknas arten.

## Status
Globalt är arten rödlistad som starkt hotad ("EN") av IUCN. Främsta hoten är den fragmenterade utbredningen, och minskningen av de sandområden i vilka biet bygger sina bon.
I Sverige är arten rödlistad som nära hotad ("NT"). Främsta hoten är habitatförlust till följd av igenväxning och exploatering, samt ökad brist på sandområden för bobyggnad.